# Charles Moffett
Pour les articles homonymes, voir Moffett.
Charles Sr. "Mack" Moffett (Fort Worth, Texas, 11 septembre 1929 - New York, New York, 14 février 1997) est un batteur, un trompettiste et un vibraphoniste de jazz américain. 

## Biographie
Il est connu principalement pour sa participation au trio de Ornette Coleman de 1961 à 1967. Tous deux originaires de Fort Worth, ils jouaient déjà ensemble dès l'adolescence. Moffet a aussi été le batteur attitré des Firebirds de Prince Lasha. Il est le père de plusieurs enfants devenus musiciens : Codaryl (percussion), Mondre (trompette), Charles Jr. (saxophone ténor), et Charnett Moffett (basse), de loin le plus réputé des quatre.

## Discographie

### Comme leader
- 1969 : The Gift (Savoy) avec Paul Jeffrey, Wilbur Ware, Dennis O'Toole
- 1975 : The Charles Moffett Family-Vol. 1 (LRS)
- Moffett & Sons (Sweet Basil/Apollon)

### Comme sideman
Avec Ahmed Abdullah
- Ahmed Abdullah and the Solomonic Quintet (Silkheart, 1988)

Avec Ornette Coleman
- Town Hall, 1962 (ESP Disk)
- Chappaqua Suite (CBS)
- An Evening with Ornette Coleman (en) (Polydor International)
- The Paris Concert '65 (Magnetic)
- Live at the Tivoli '65 (Magnetic)
- At the Golden Circle Stockholm (Blue Note)
- Who's Crazy? Vol. 1 & 2 (Jazz Atmosphere)
- Lonely Woman (BAT)

Avec Eric Dolphy
- Memorial Album (FM)

Avec Archie Shepp
- Four for Trane (Impulse!)

Avec Prince Lasha
- It Is Revealed (Zounds)
- Firebirds avec Sonny Simmons (Contemporary)
- Firebirds Vol. 3 (Birdseye)

Avec Harold McNair
- Affectionate Fink (Island)

Avec Joe McPhee
- Legend Street One (CIMP, 1996)
- Legend Street Two (CIMP, 1996)

Avec the Charles Tyler Ensemble
- Charles Tyler Ensemble (ESP Disk)

Avec the Bob Thiele Emergency
- Head Start (Flying Dutchman)

Avec Frank Lowe
- Decision in Paradise (Soul Note)
- Bodies & Soul (CIMP)

Avec Sonny Simmons
- Ancient Ritual (Qwest/Reprise)
- Transcendence (CIMP)
- Judgement Day (CIMP)

Avec Keshavan Maslak
- Blaster Master (Black Saint)
- Big Time (Daybreak)

Avec Kenny Millions
- Brother Charles (Hum Ha)
- Masking Tape Music (Hum Ha)